# Grambling
Grambling es una ciudad ubicada en la parroquia de Lincoln en el estado estadounidense de Luisiana. En el Censo de 2010 tenía una población de 4949 habitantes y una densidad poblacional de 322,12 personas por km².

## Geografía
Grambling se encuentra ubicada en las coordenadas 32°31′37″N 92°42′41″O / 32.52694, -92.71139. Según la Oficina del Censo de los Estados Unidos, Grambling tiene una superficie total de 15.36 km², de la cual 15.31 km² corresponden a tierra firme y (0.37%) 0.06 km² es agua.

## Demografía
Según el censo de 2010, había 4949 personas residiendo en Grambling. La densidad de población era de 322,12 hab./km². De los 4949 habitantes, Grambling estaba compuesto por el 0.89% blancos, el 97.29% eran afroamericanos, el 0.2% eran amerindios, el 0.46% eran asiáticos, el 0.08% eran isleños del Pacífico, el 0.55% eran de otras razas y el 0.53% pertenecían a dos o más razas. Del total de la población el 1.07% eran hispanos o latinos de cualquier raza.